# セントロ (マドリード)

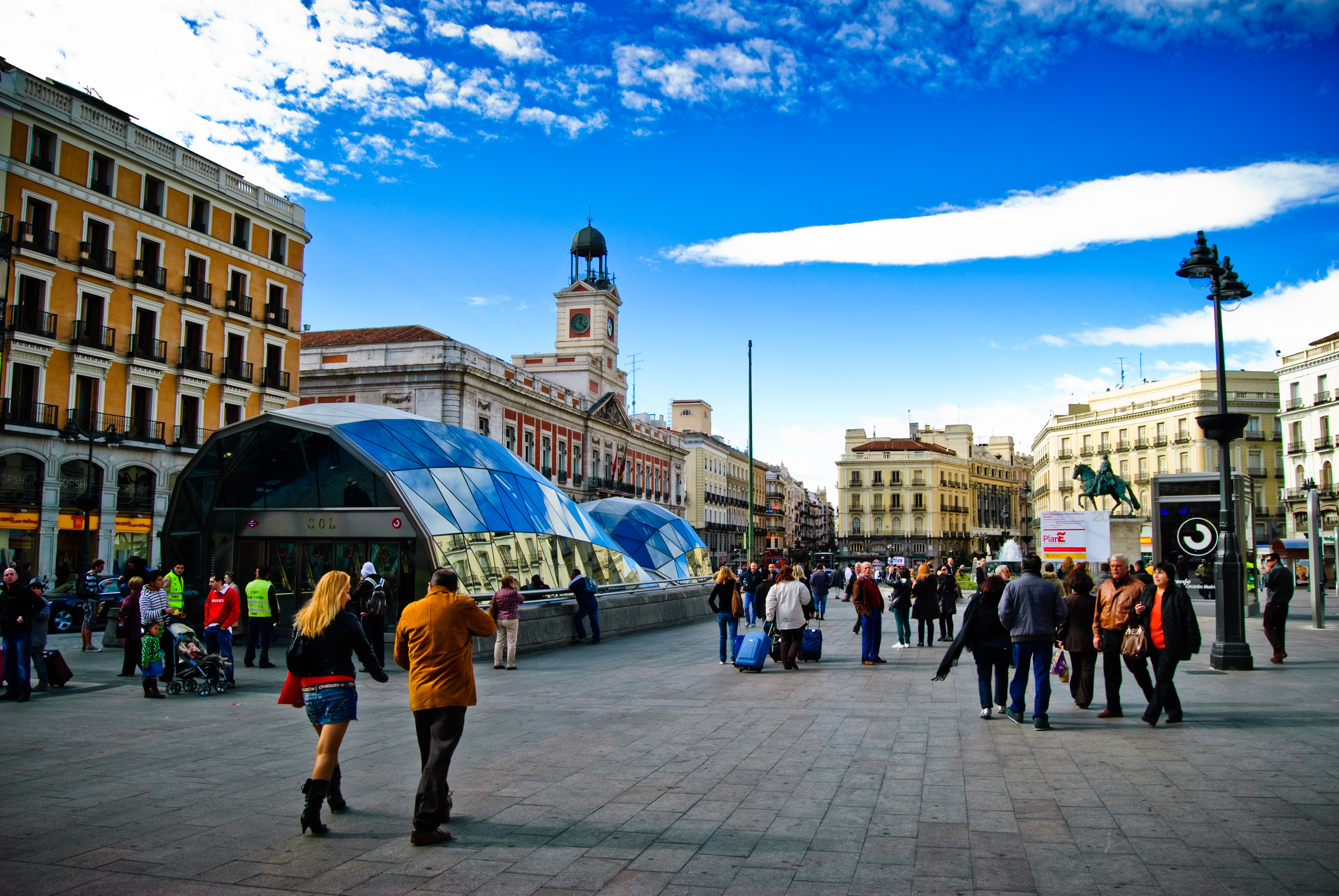
プエルタ・デル・ソル

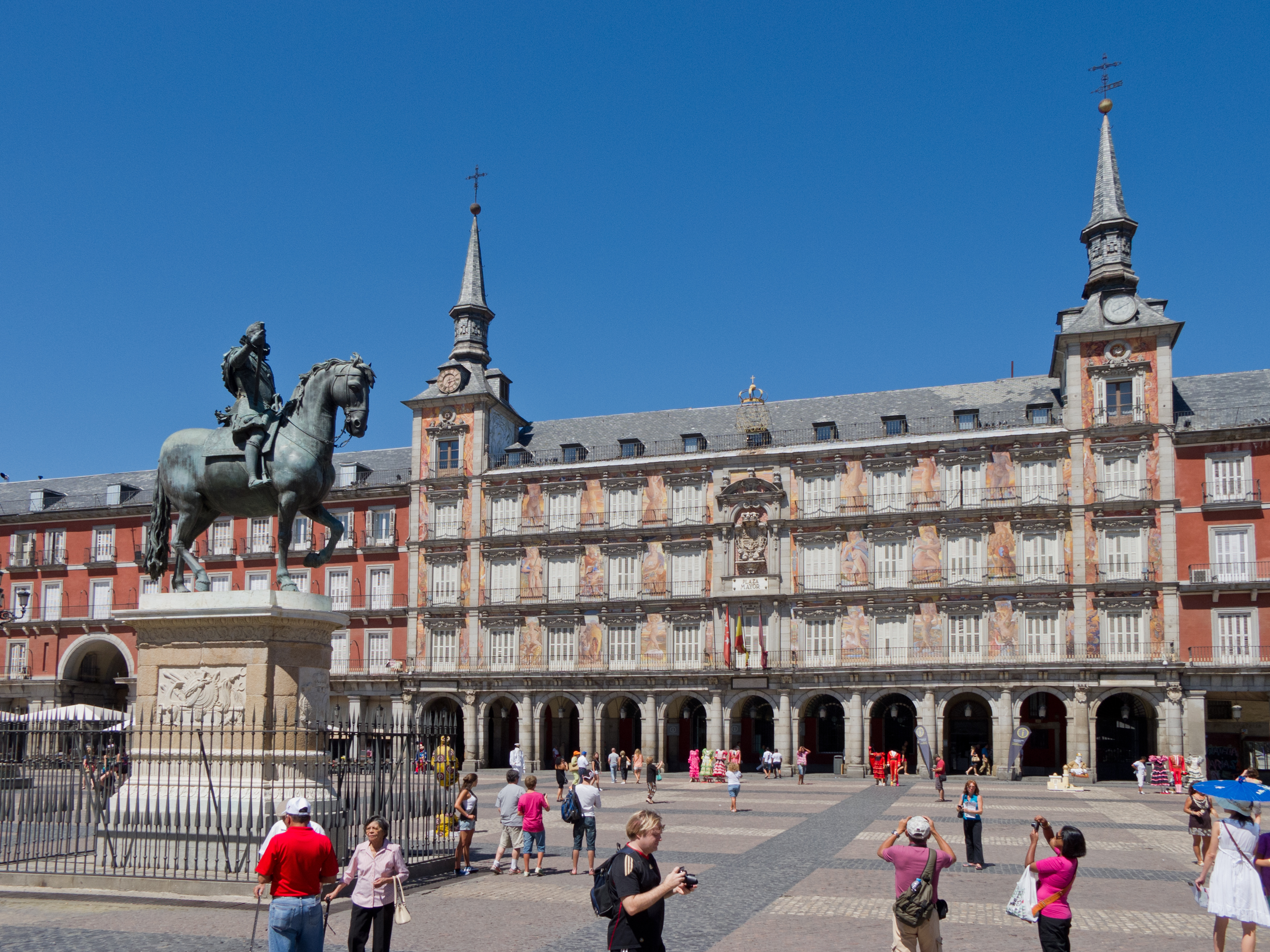
マヨール広場

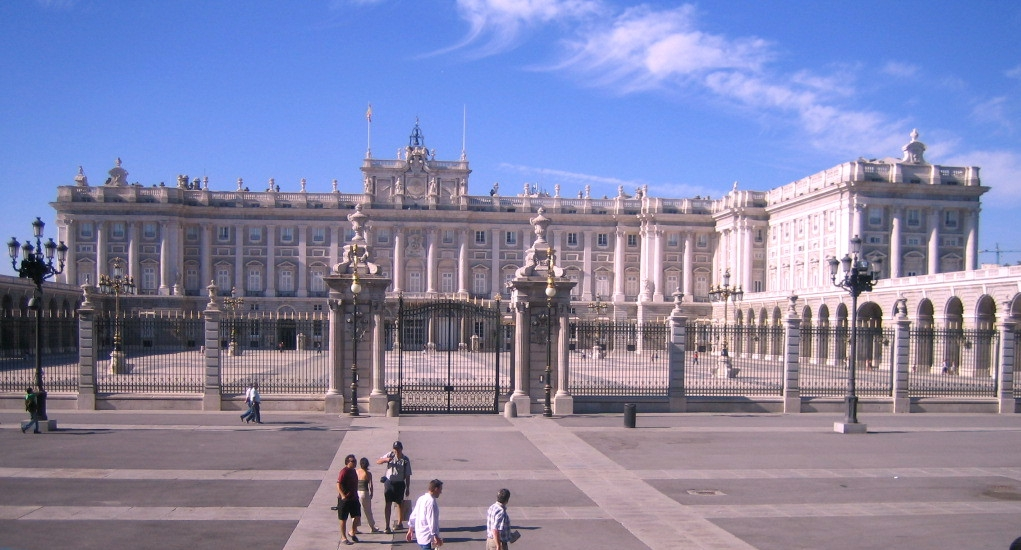
マドリード王宮

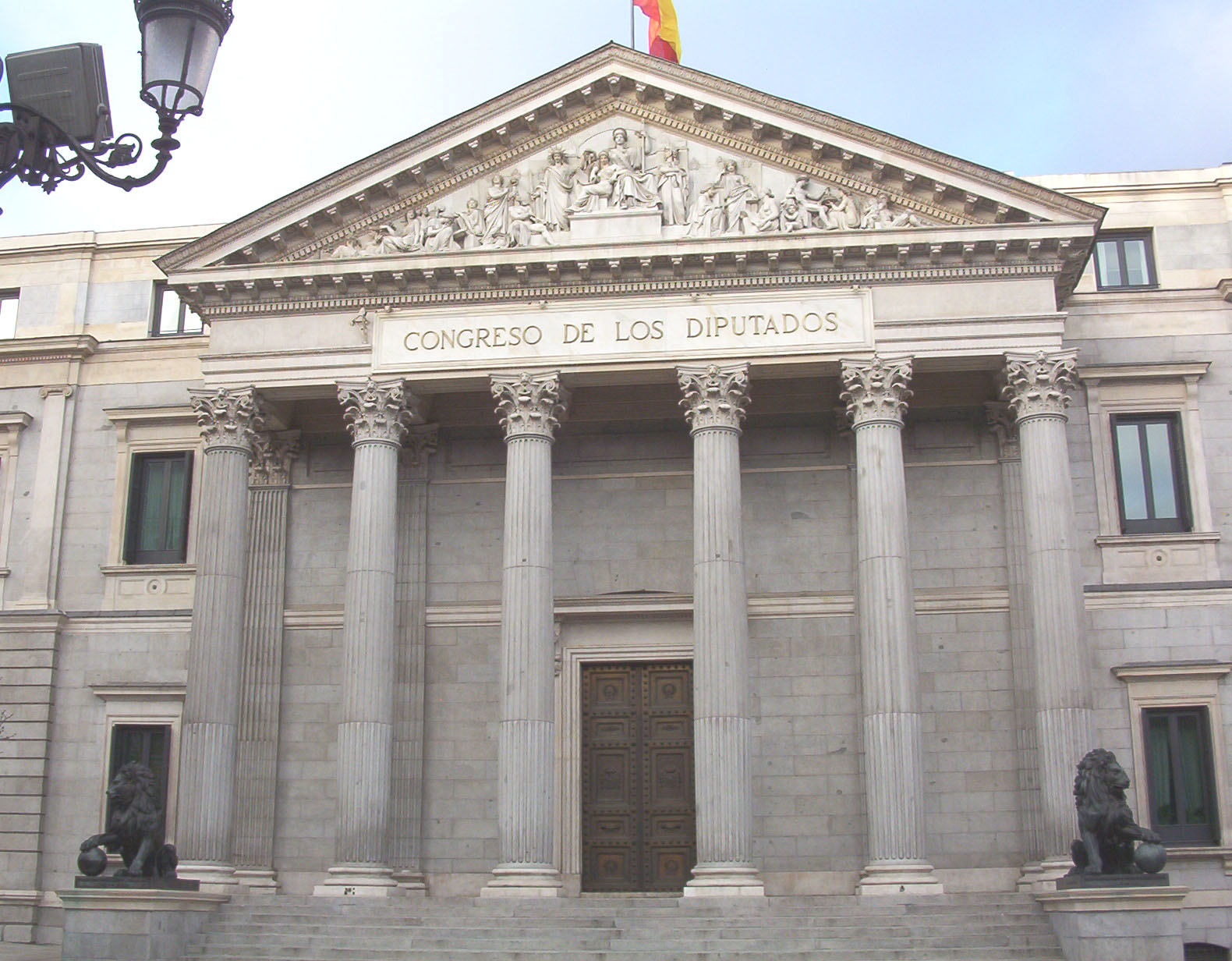
代議院議事堂

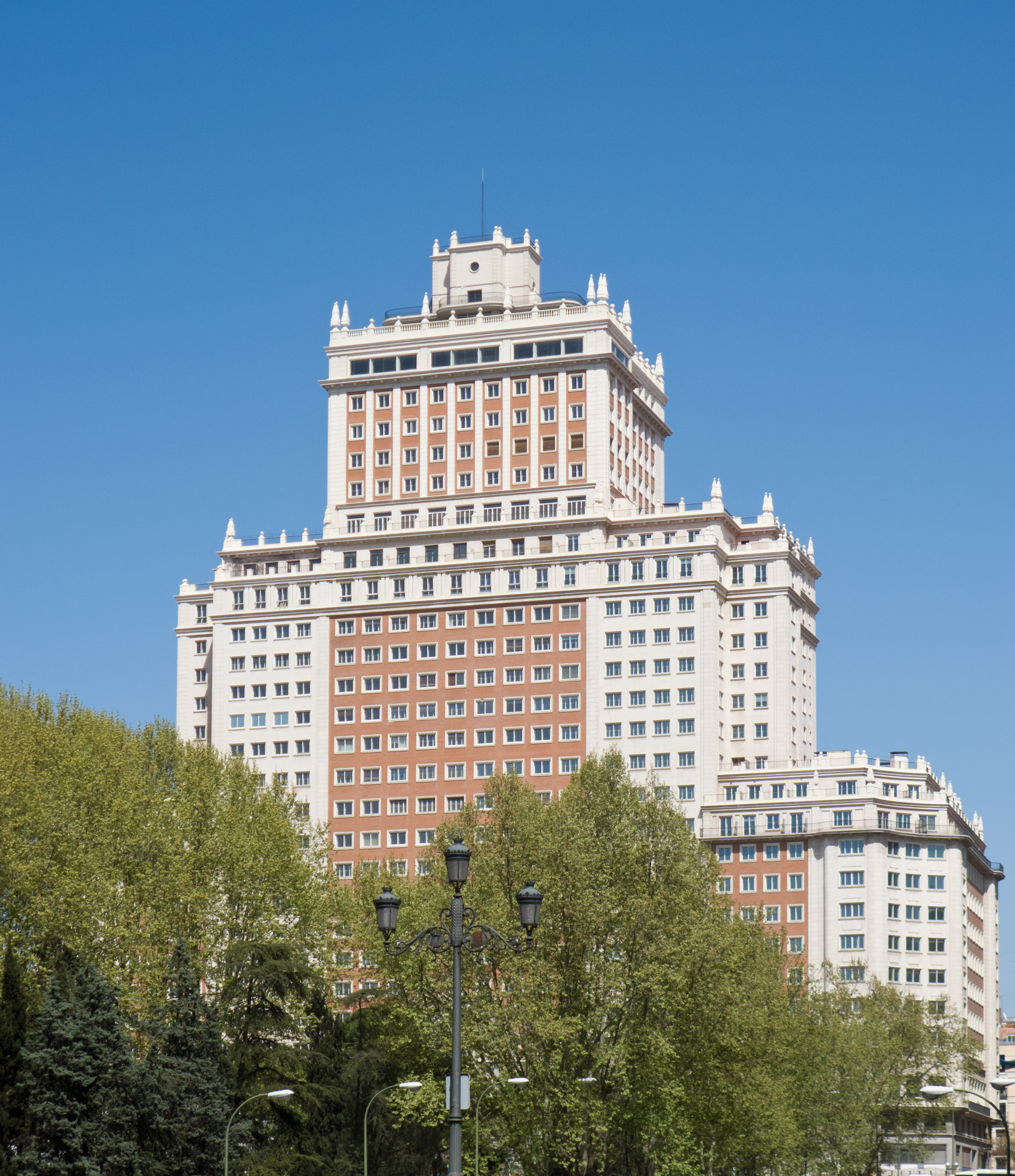
エディフィシオ・エスパーニャ

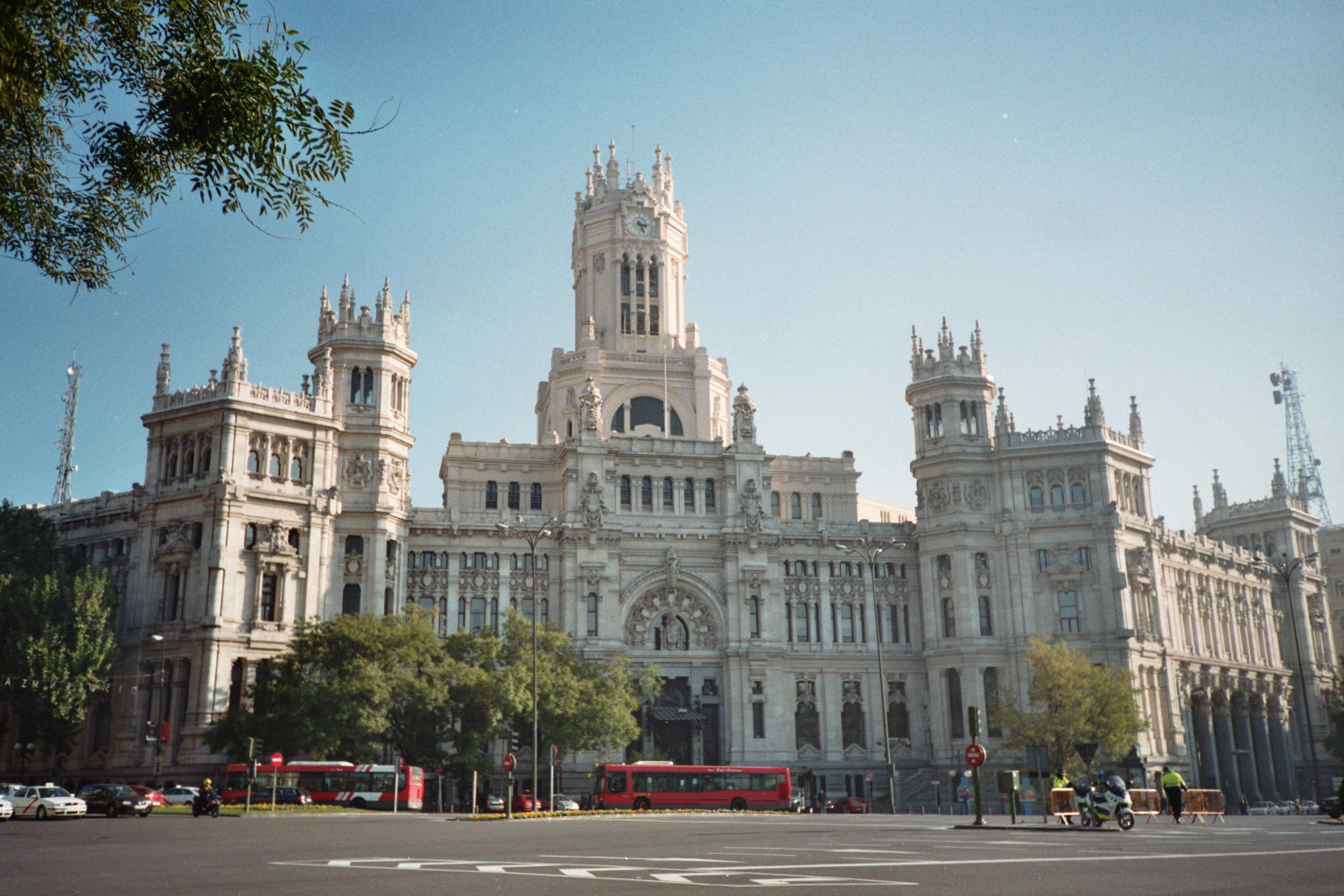
コムニカシオネス宮殿

セントロ （Centro）は、スペイン・マドリードの行政区。区名はスペイン語で「中心」を意味し、マドリードの中心部にある区である。ID番号順は1区となる。

## 行政と統計
北をチャンベリ、東をサラマンカ、レティーロ、南をアルガンスエラ、西をモンクロア＝アラバカの各区に囲まれている。区内には以下の6地区があり、それぞれにコード番号がある。
- 11 - パラシオ（Palacio）
- 12 - エンバハドーレス（Embajadores）
- 13 - コルテス（Cortes）
- 14 - フスティシア（Justicia）
- 15 - ウニベルシダ（Universidad）
- 16 - ソル（Sol）

人口は2006年の調査において149,718人、そのうち42,868人が移民で、総人口の28.63％を占めている。最も人口が多い地区は、約51,000人が暮らすエンバハドーレスである。
区内には63,622世帯があり、年間平均所得は12,393ユーロである。

## 歴史
セントロはマドリードの中心にある、最も歴史の古い区である。固定された定住地としての歴史はアラブ人支配時代にさかのぼる。9世紀半ば、コルドバのエミール、ムハンマド1世（es）は、川のそばの丘に砦を築いた。その場所は現在マドリード王宮が占めている。これはグアダラマ山脈からの道を監視し、北のキリスト教国に対する侵略のスタート地点とするためで、現在もこのとき築かれた城壁の一部が残っている。この砦沿いに小さな集落が生まれた。この定住地はMaǧrīṭまたはMageritと呼ばれた。城壁を除けば、アラブ支配時代の建物はごくわずかしか残っていない。
マグリトがキリスト教国に奪還されたのは1085年だった。繁栄した定住地は、1123年に町（ビリャ）に昇格した。1561年、フェリペ2世がマドリードを首都に選んだ（それまで首都という概念はなく、王が国内を行幸するごとに宮廷全体が移動していた）。この事実が都市の発展の起点となった。スペイン・ハプスブルク家時代に建てられた建物は現在もセントロ区内に多く残り、マドリード・デ・ロス・アウストリアス（Madrid de los Austrias、アウストリア朝→ハプスブルク家のマドリード）と名づけられた歴史地区となっている。
啓蒙時代到来とともに、マドリードの面積は古い市街を越えて拡張された。しかし新たな建物は古い市街の中に建てられた。マドリード王宮やシベーレスの噴水はこの時代につくられている。ボルボン朝の王たち、特にカルロス3世はパリを手本にして、マドリードを新たなヨーロッパの町の高みにある都市にしようとした。カルロス3世時代にインフラストラクチャー、特に下水道と公共施設へ大規模な投資が行われた。
19世紀から20世紀には民主主義の台頭とともに歩み、都市は成長し飾り立てられ続けた。イサベル2世時代、プエルタ・デル・ソル近くにスペイン下院議事堂が建設された。1909年には、マドリードを象徴するコムニカシオネス宮殿（元々は国営郵便電信会社の建物として建てられた）が完成した。現在、コムニカシオネス宮殿はビリャ広場から移転してきたマドリード市が庁舎として使用している。

## セントロの名所
- プエルタ・デル・ソル
- オリエンテ広場
- マヨール広場
- グラン・ビア
- スペイン広場
- ビリャ広場
- プラド通り
- シベーレス広場
- サンタ・アナ広場
- ラ・ラティーナ地区
- マドリード・デ・ロス・アウストリアス（フェリペ2世時代の街並みが残る地区の総称）
- ビジャ・デ・パリス広場

### 建築物・記念物・高層ビル
- マドリード王宮
- デボッド神殿
- アルムデナ大聖堂
- サン・フランシスコ・エル・グランデ王立聖堂
- プエルタ・デ・トレド
- カシーノ・デ・ラ・レイナ
- 王立タバコ工場
- スペイン下院議事堂（別名コルテス宮）
- テアトロ・レアル・デ・マドリード
- エディフィシオ・テレフォニカ（テレフォニカ本社ビル）
- エディフィシオ・エスパーニャ（117m。サンタンデール銀行所有）
- トーレ・デ・マドリード（142m）
- スペイン銀行本店
- バルドメロ・エスパルテロ像
- ウェスティン・パレス（1912年創業）
- ラス・サレーサス・レアーレス修道院

### 文化施設
- ティッセン＝ボルネミッサ美術館
- ソフィア王妃芸術センター
- 王立サン・フェルナンド美術アカデミー
- デスカルサス・レアーレス修道院
- ラ・エンカルナシオン王立修道院
- マドリード市立歴史博物館

### 商業施設
- エル・コルテ・イングレス百貨店
- ザラ
- H&M
- フナック
- カサ・デル・リブロ（ブック・チェーン）
- エル・ラストロ（日曜と祝日開催の蚤の市）